# BLW
BLW (Baby Led Weaning) är en metod för avvänjning av amning som innebär  att barnet går direkt från bröstmjölk eller modersmjölksersättning till vanlig mat, skuren i greppvänliga bitar. 
BLW utvecklades av Gill Rapley, en av Storbritanniens ledande auktoriteter inom spädbarnsnäring. Gill Rapley menade att barn som från början får styra matintaget själva får ett bättre förhållande till mat senare i livet.